# Valerie Aurora
Valerie Anita Aurora je softwarová inženýrka a feministická aktivistka. Je spoluzakladatelkou Ada Initiative, neziskové organizace usilující o vyšší zastoupení žen v oblastech tvorby svobodného obsahu a otevřeného softwaru. Aurora je také známá mezi linuxovou komunitou jako advokátka nových implementací v souborových systémech jako ChunkFS nebo Union. Její rodné jméno bylo Val Henson, ale krátce před rokem 2009 si jej změnila a jako své nové druhé křestní jméno si zvolila křestní jméno počítačové vědkyně Anity Borg. V roce 2012 byla Aurora spolu se spoluzakladatelkou Ada Initiative Mary Gardiner zařazena mezi nejvlivnější osoby v oblasti počítačové bezpečnosti. V roce 2013 jí byla udělena O'Reilly Open Source Award.